# Michele Iacocca
Michele Iacocca (San Marco dei Cavoti, 19 de outubro de 1942) é um chargista, ilustrador, tradutor e escritor italiano radicado no Brasil.
Mudou-se para o Brasil em 1968, começando a carreira profissional no ano seguinte. Além de trabalhar com charges e quadrinhos em diversos periódicos, também escreveu e ilustrou mais de 200 livros, em sua maioria infantis. 
Em 2009, passou a fazer parte da Lista de Honra do International Board on Books for Young People. Em 2023, ganhou o 35º Troféu HQ Mix na categoria de grande mestre do quadrinho nacional.